# Dmitrij Pirog
Dmitrij Yurjevič Pirog (in russo Дми́трий Ю́рьевич Пиро́г?; trasl. angl. Dmitry Pirog; Temrjuk, 27 giugno 1980) è un ex pugile russo.
È stato campione dei pesi medi dal 2010 al 2012, prima di ritirarsi imbattuto nell'anno successivo a causa dei numerosi infortuni che ne hanno condizionato la carriera. Ha conquistato il titolo mondiale sconfiggendo il futuro campione Daniel Jacobs via KO.

## Carriera professionale
Pirog compie il suo debutto da professionista il 29 luglio 2005, sconfiggendo il connazionale Sasun Oganyan per KO tecnico alla sesta ripresa.